# Al-Asasif
Koordinaten: 25° 44′ 6″ N, 32° 36′ 43″ O
al-Asasif (arabisch العساسيف, DMG al-ʿAsāsīf, Gänge unter der Erde, die ineinander führen) ist eine Nekropole in Theben-West östlich von Deir el-Bahri. In al-Asasif wurden Grabanlagen für Beamte des Mittleren Reiches, des Neuen Reiches und der Spätzeit angelegt.
Eine Besonderheit stellen die monumentalen Gräber der 25. und 26. Dynastie dar, für die es keine Gleichnisse in der ägyptischen Geschichte gibt. Eigentümer sind meist Oberdomänenverwalter der Gottesgemahlinnen des Amun.
Die Ebene von al-Asasif und der Talkessel von Deir el-Bahri galten für die Ägypter schon seit frühester Zeit als heilige Stätten. Kultische Bedeutung erlangte vor allem der lokale Hathor-Kult und das „Schöne Fest vom Wüstentale“. Al-Asasif diente dabei als Festschauplatz und Kultbühne für das Talfest. Während des festlichen Besuchs des Gottes Amun in den königlichen Millionenjahrhäusern in Theben-West besuchten die Lebenden die Toten in der Nekropole und feierten über Nacht ausgiebige Festmähler und Trinkgelage in den Grabkapellen.

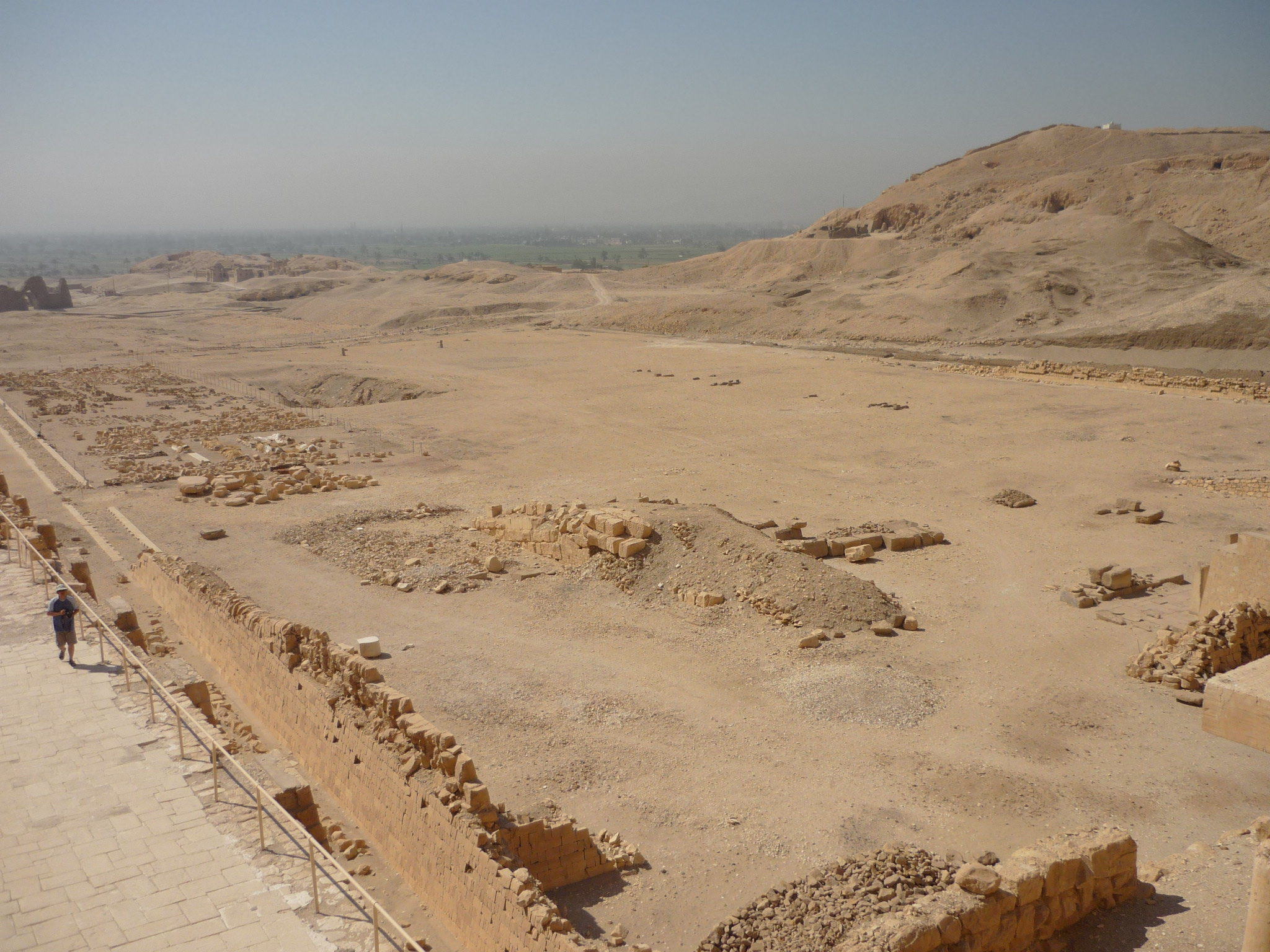
Aufwege des Mentuhotep II. und Thutmosis III.

## Lage
Al-Asasif liegt zwischen dem Felskessel von Deir el-Bahari und dem Fruchtlandrand, südlich vom Nekropolenteil Dra Abu el-Naga und nördlich von el-Chocha und dem Nekropolenfeld von Scheich Abd el-Qurna. Bis zur 18. Dynastie und der Anlage des Hatschepsut-Aufweges wurde das Asasif durch einen Bergrücken (Höhe 104) in einen nördlichen und südlichen Bereich geteilt.

## Historische Entwicklung

### Mittleres Reich
Früheste Relikte stammen aus der 11. Dynastie und gehören zum Aufweg des Mentuhotep II., der zu seinem Totentempel in Deir el-Bahari führte. Die Prozessionsstraße war circa 960 m lang, 46 m breit und wurde mindestens in drei Hauptbauphasen errichtet. Von dieser haben sich vorrangig Reste der Schlammziegelpflasterung erhalten. Die Begrenzungsmauern aus Stein wurden zum Großteil abgebaut und als Steinmaterial bereits ab dem Neuen Reich z. B. für den Bau der ramessidischen Tempel verwendet.
An der günstigsten flachsten Stelle durchbrach Mentuhotep II. den versperrten Zugang nach Deir el-Bahari und schaffte einen geradlinigen, leicht ansteigenden Aufweg vom Tal. Durch das Tafelgelände im östlichen Asasif wurde ein Gang gemeißelt. Die dadurch neu entstandenen Felswände boten günstige Voraussetzungen für Felsgräber, welche dort von der 11. bis in die frühe 18. Dynastie angelegt wurden. Während die Südflanke des Aufweges lange bestehen blieb und weiter genutzt wurde, ließ Thutmosis III. einige Gräber an der Nordflanke wegmeißeln.
Nachfolgend wurden beidseitig des Aufweges Felsgräber von hohen Beamten aus der Zeit Mentuhoteps II. und der Folgezeit angelegt, in der Regel rechtwinklig zum Verbindungsweg. Diese Gräber setzten sich bis zum Talkessel von Deir el-Bahari fort. Einige Grabbauten sind wahrscheinlich etwas älter, da sie durch den Aufweg beschädigt wurden. Die Lage der Gräber wurde vor allem durch die soziale Stellung der Grabinhaber beeinflusst. Hohe Beamte hatten dabei bestimmte Vorzugsplätze, ähnlich wie bei der Anordnung der Mastaba-Gräber rund um die Pyramiden des Alten Reiches.
Die 11. Dynastie gilt aufgrund der dichten Grabbelegung als erste Blütezeit des Asasif. Als typische Grabform diente das Saff-Grab, welches besondere Pfeilerstellungen und Korridore besaß.

### Neues Reich

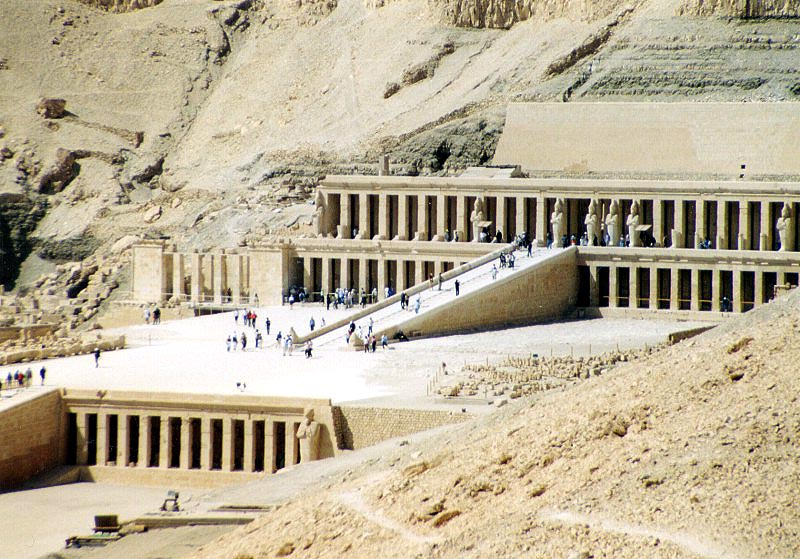
Totentempel der Hatschepsut in Deir el-Bahari

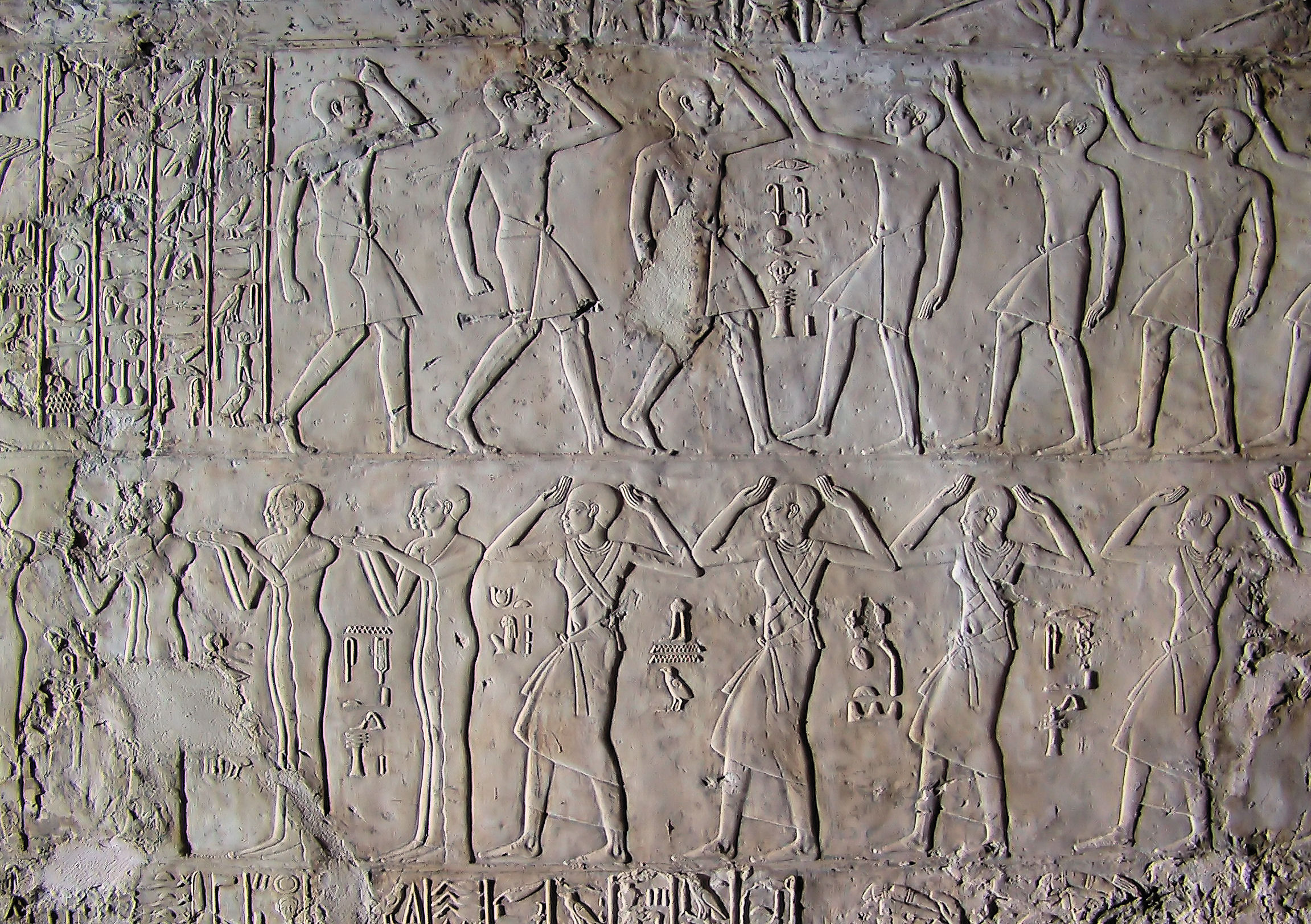
Relief aus dem Grab des Cheruef (TT192)

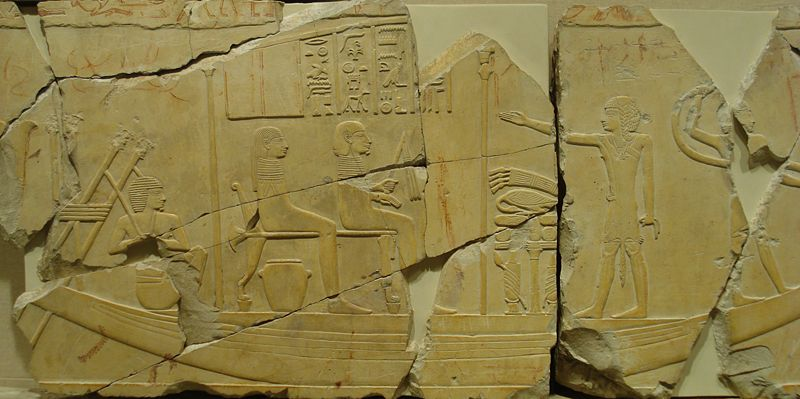
Relief aus Grab des Nespekaschuti (TT312)

In der 17. und frühen 18. Dynastie fanden Bestattungen meist als Neubelegungen älterer Anlagen statt. Aus dieser Epoche wurden überwiegend Keramikgefäße und Sargfragmente gefunden, aber auch große Ansammlungen absichtlich zerbrochener Gefäße, die vermutlich zum Ritual „Zerbrechen der roten Töpfe“ gehörten. Die Gestaltung und Bebauung des Asasif wurde im Neuen Reich maßgeblich durch den Bau des Totentempels der Hatschepsut bestimmt, der in der Spätzeit erneut an Bedeutung gewann und als besonders heilig galt. Im Gegensatz zum Aufweg des Mentuhotep II. blieb der Aufweg der Hatschepsut erhalten und diente auch in der Spätzeit als bevorzugter Prozessionsweg während der großen Feste, vor allem beim Talfest. Der Totentempel selbst blieb bis in ptolemäische Zeit in Betrieb.
Thutmosis III. war durch die Lage des Hatschepsut-Tempels gezwungen den 32,5 m breiten Aufweg zu seinem Tempel durch die Ebene des Asasif nördlich des Aufwegs von Mentuhotep II. zu meißeln. Da nicht genügend Platz vorhanden war, wurde die Höhe 104 im Süden deutlich dezimiert und einige Saff-Gräber gekappt. Im Bett des Aufweges wurden auch die Reste einiger Gräber aus dem Mittleren Reich entdeckt, die durch den Bau „abrasiert“ wurden. Der Aufweg wurde durch eine Baumallee begrenzt, deren Pflanzengruben bis zu 10 m tief aus dem Fels gehauen wurden. Die Gruben waren mit dunklen Nilschlammklumpen und Schlammziegeln gefüllt. Vertrocknete Wurzelreste belegen, dass die Bäume bereits kurz nach dem Tod von Thutmosis III. nicht mehr gepflegt wurden und abstarben. Die Baumallee wurde wahrscheinlich im 54. Regierungsjahr angelegt, jedoch nicht fertiggestellt. Nach dem vorliegenden archäologischen Befund wurden manche Gruben nicht fertig ausgemeißelt und bekamen auch kein weiß verputztes Beet aus Nilschlamm. Anscheinend wurde nur das östliche Aufwegsviertel abgeschlossen. Der Aufweg war bis zum Ende des Neuen Reiches zumindest in Teilabschnitten vorhanden und wurde nicht überbaut. Im Verlauf der späten Dritten Zwischenzeit (um 750 v. Chr.) kam es für die Anlage von Gräbern zur Kappung der Nordmauer.
Während der späten 18. Dynastie wurden im Asasif wieder vermehrt Gräber angelegt, besonders unter Amenophis III. Es kam zur Anlage großformatiger Privatgräber (z. B. das Grab des Cheruef), da die Grabinhaber überwiegend in dieser Zeit eine Nähe zum unweit gelegenem Talfest aufsuchten, ähnlich wie in der 25. und 26. Dynastie. In der Ramessidenzeit wurden kleinere Anlagen von Beamten der Mittelschicht angelegt, die bereits vorhandene Mauern und Kolonnaden nutzten. In der 21. Dynastie wurden diese Grabbauten erneut belegt, diesmal durch einfache Sargbestattungen mit wenigen Beigaben, die in die älteren Schachtanlagen untergebracht wurden.

### Dritte Zwischenzeit
In der 20. Dynastie wurde im östlichen Bereich der monumentale 240 × 60 m große Tempel von Ramses IV. errichtet, der die Aufwege von Mentuhotep II. und Thutmosis III. zerstörte. Der Tempel wurde von Ramses V. und Ramses VI. weitergeführt, jedoch nie vollendet und diente am Ende des Neuen Reiches als Steinbruch. Der Abriss des Tempels leitete die weitere Zerstörung der beiden Aufwege ein, auf deren neu gewonnener Fläche ab der Dritten Zwischenzeit dicht besiedelte Grabbauten angelegt wurden. Diese wurden zunächst in den durch Thutmosis III. entstandenen südlichen Steilabbruch der Höhe 104 hineingesetzt und mit einfachen Lehmziegelhäusern überbaut. Mit der Zeit dehnten sich die Gräber in die Ebene aus und bekamen je nach Status des Grabherrn unterschiedlich große Graboberbauten. In der Saïtenzeit wurden diese Anlagen und einige frühere Schachtgräber mehrfach wiederbenutzt und teilweise erweitert und dienten bis in die koptische und islamische Zeit als Wohnstätten, Magazine und Viehställe.

### Spätzeit
Während der Spätzeit kam es zur Errichtung neuer Grabbauten und zur Wiederverwendung älterer Gräber. Aus dieser Zeit stammt z. B. auch das Grab des Nespekaschuti, das in den Vorhof eines Grabes aus dem Mittleren Reich gesetzt wurde. Das Asasif diente dabei wieder als Bestattungsort der höchsten Beamten des Staates. Es kam zur Anlage eines Friedhofs mit hoher Belegungsdichte, zu dem monumentale Grabpaläste, aber auch kleine Anlagen mit freistehendem Oberbau und Schachtgräbern gehörten.

## Nekropole

### Spätzeitgräber

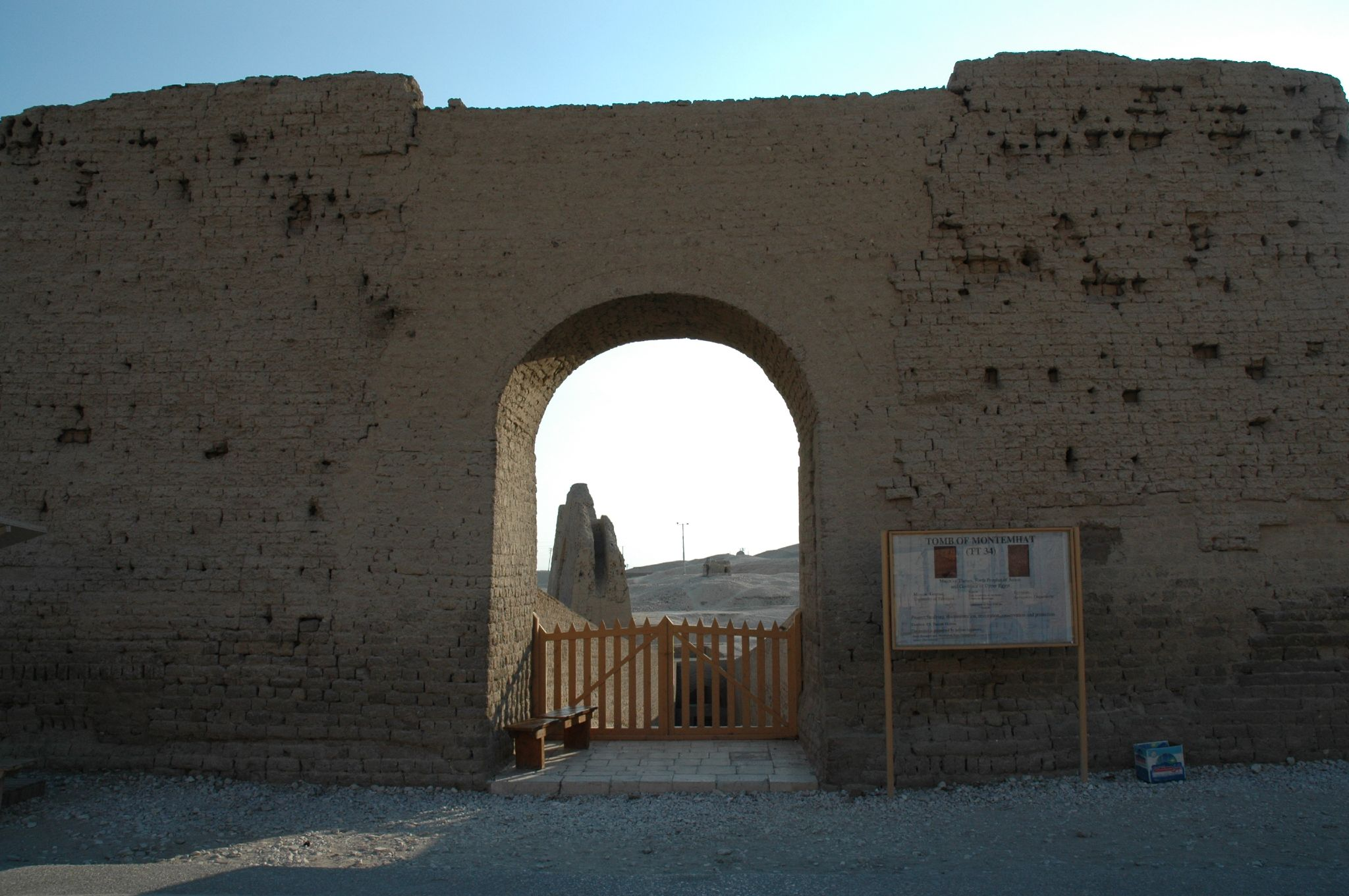
Eingang zum Grab des Monthemhet (TT34)

Allgemein besitzen die thebanischen Großgräber der Spätzeit aufgrund der vielen verschiedenen Bauformen keinen Idealtyp. Die Grabinhaber konnten ihre Gräber nach ihren eigenen Vorstellungen gestalten und mussten sich dabei auch an die vorgegebene Topographie und den Platzverhältnissen anpassen.
Ansonsten lässt sich zu den charakteristischen Merkmalen der Spätzeitgräber im Asasif die Lage in der Ebene, ein freistehender Oberbau aus Schlammziegeln, sowie in der Regel ein Eingangspylon zuordnen. Der Oberbau war ausschließlich ostwestlich orientiert, meist nischengegliedert und mit Grabkegeln geschmückt. Zudem wurde er mit Pflanzen und Bäumen oder Palmen gestaltet. Der Zugang zu den unterirdischen Räumen erfolgte in der 25. und frühen 26. Dynastie axial und direkt, später mit mehrfacher Richtungsänderung. Die unterirdischen, recht großen Kult- und Bestattungsräume wurden aus dem Fels gemeißelt und waren über eine Treppe zugänglich. Die meisten Bauten besaßen einen „Lichthof“ (nach oben offener Hof), der wahrscheinlich eine Re-Osiris-Kultstätte darstellte und sich aus den säulenumstandenen Höfen von Großgräbern der späten 18. Dynastie und der Ramessidenzeit in Saqqara entwickelte.
An der Grabarchitektur lässt sich auch gut die Anknüpfung der Spätzeit an die Ursprünge und Normen der Vorzeit erkennen. In den Grabanlagen kamen die verschiedensten Bautraditionen zum Ausdruck. Man übernahm königliche Bauformen, wie z. B. die nischengegliederte Umfassungsmauer im Oberbau und orientierte die Bestattungsanlage am Konzept der Königsgräber im Tal der Könige. Die Gräber des Pedamenopet, Pabasa und der Mutirdis wurden mit Jenseitsführern dekoriert, die im Neuen Reich ausschließlich für Königsgräber verwendet wurden. Ebenso wurden Aspekte archaischer Königsgräber, des Osirisgrabes, der königlichen Totentempel und das Konzept des privaten Felsgrabes verarbeitet und durch die Architektur ausgedrückt.
In der Regel waren alle Räume der Monumentalgräber bis auf die Bestattungsanlagen dekoriert gewesen. Auch der Oberbau war dekoriert, an den steinernen Türgewänden befanden sich zudem häufig Inschriften mit Namen und Titel des Inhabers, allerdings konnte eine Beschriftung der verputzten Wandflächen nicht mehr nachgewiesen werden. Als wichtigste Kultstätte wurde zunächst die Tornische ausgeschmückt, dann Türrahmen, Kultziel und der „Lichthof“ (Grab des Basa). Im Lichthof wurde der Grabinhaber häufig beim Opferempfang dargestellt, es finden sich aber auch Totenbuchtexte, Sonnenhymnen und Szenen aus dem Alltagsleben.

### Ausrichtung der Anlagen

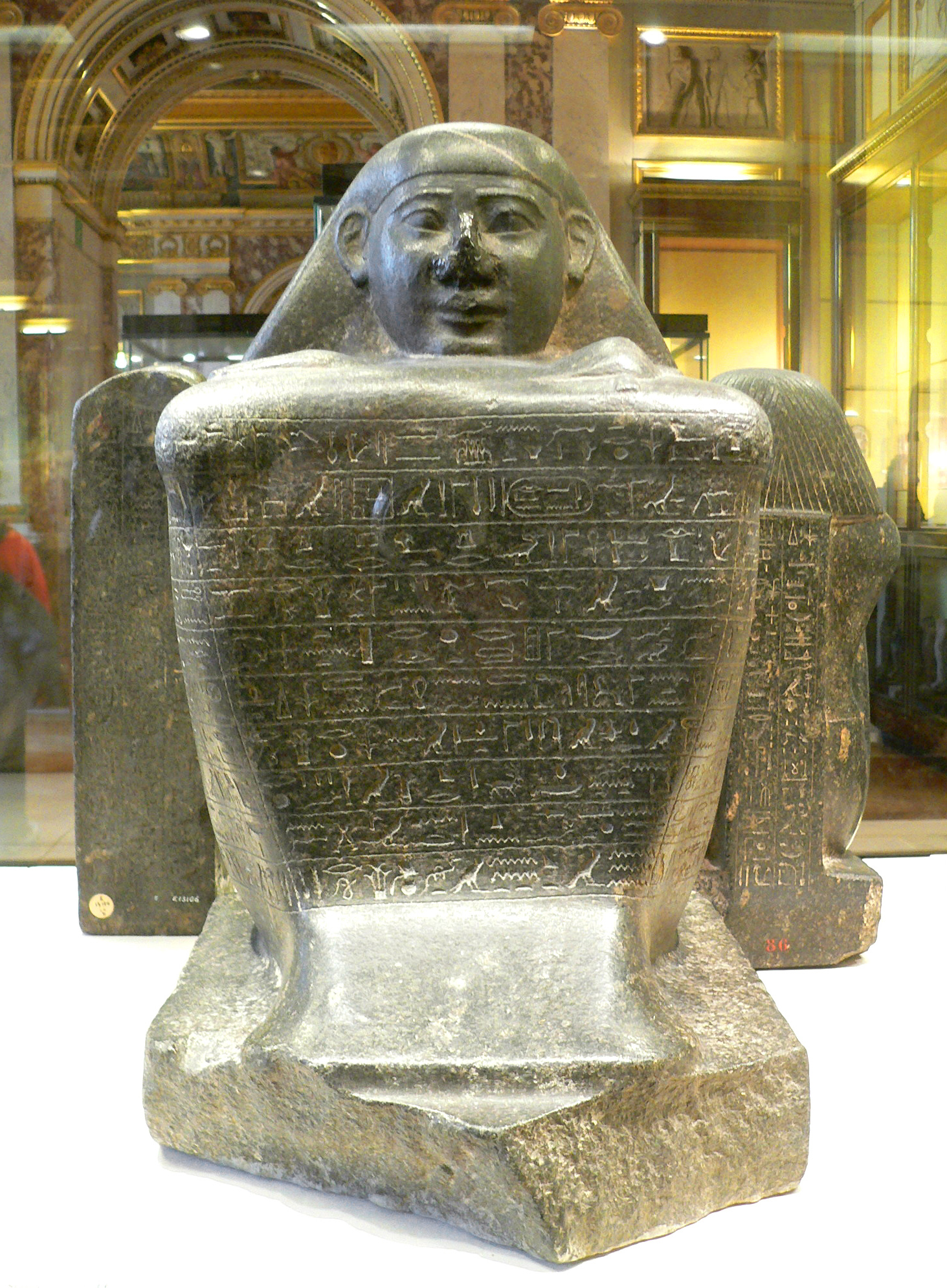
Würfelhocker des Harwa

Die Entwicklung des Asasif während der Spätzeit stand in unmittelbaren Zusammenhang mit der wachsenden Bedeutung des Talfestes und der Rolle Deir el-Baharis als heilige Stätte des „Ersten Mals“ (sp tpj). Als wichtigster Prozessionsweg führte der Hatschepsut-Aufweg quer durch das nördliche Asasif. Spätestens seit dem Neuen Reich wurden die angelegten Gräber nachweislich bevorzugt in die Nähe der Prozessionsstraßen verlagert. Als besonders prominente Stelle für die Errichtung der Felsgräber im Mittleren und Neuen Reich diente dabei die Kreuzung des Mentuhotep-Aufweges mit einem Nekropolenweg, der in Richtung Medinet Habu führte. An diesem Ort befand sich auch das Grab des Harwa (TT37), um das sich herum die spätzeitliche Nekropole entwickelte.
Die Ausrichtung der spätzeitlichen Großgräber wurde vor allem durch die Nähe zu Deir el-Bahari und der Bezugnahme auf den Prozessionsverlauf des Talfestes bestimmt. Beim Grab TT196 drehte sich der Pylon aus der Achse und wurde auf eine Stelle des Hatschepsut-Aufweges ausgerichtet, an der die Barke nach Höhe 104 zum ersten Mal wieder sichtbar wurde. In der Nähe dieser Stelle befanden sich auch Reste einer kleinen Stationskapelle.
Während der Saitenzeit folgte eine Nekropolenstraße dem ehemaligen Mentuhotep-Aufweg, deren westliches Ende durch TT36 und TT196 markiert wurde. Dabei blockierten die Oberbauten den Zugang zu weiteren westlichen Gräbern, wie z. B. das Grab des Harwa. Ein weiterer Nekropolenweg verlief entlang der Ostflanke von TT33, dessen große Umfassungsmauer die ehemaligen Aufwege absperrte, und stellte eine Verbindung mit dem Hatschepsut-Aufweg her. Dieser Weg diente der realen Kultrichtung sowie den täglichen Ritualen im Grabbereich und nahm Bezug auf den Hatschepsut-Aufweg während des Talfestes. Aufgrund der gedanklichen Verbindung durch die Ausrichtung wurde für die Grabbesitzer der Vorzugsplätze eine fortwährende, ewige Teilnahme am Talfest gewährleistet.

### Liste der wichtigsten Grabanlagen
| Grab  | Inhaber                                                                 | Zeit         | Lage                                           | Beschreibung |
| ----- | ----------------------------------------------------------------------- | ------------ | ---------------------------------------------- | --- |
| TT188 | Parennefer                                                              | 18. Dynastie |                                                | Architektonisch wichtige Vorstufe zu Felsgräbern in Amarna. Innenräume unvollendet, Breitraum mit acht Säulen. |
| TT192 | Cheruif                                                                 | 18. Dynastie |                                                | Tempelartiger Grabtyp mit versenktem, offenen Pfeilerhof. |
| TT34  | Montuemhat (Bürgermeister von Theben unter Taharqa)                     | 25. Dynastie | Nahe dem Hatschepsut-Aufweg, Nördliches Asasif | Aufgabe des strengen axialen Prinzips der Kuschitenzeit, Hofzugang über nördlichen Abgang vom Pylon. Oberbau nach Spitze von el-Qurna ausgerichtet. Unterirdische Anlage mit zwei Höfen und einem Querraum. |
| TT37  | Harwa (Oberhofmeister unter Amenirdis I.)                               | 25. Dynastie | Nördliches Asasif                              | Erste monumentale Grabanlage der 25. Dynastie. Lage am Kreuzungspunkt zwischen Aufweg des Mentuhotep II. und einem Nekropolenweg. Ungewöhnlicher Zugang von Süden. Ohne Oberbau, um die Felsräume herumlaufender Gang. Halbplastische Osiris-Statue als Kultstelle im Sanktuar. |
| TT404 | Achamenru (Nachfolger des Harwa)                                        | 25. Dynastie | Nördliches Asasif                              | Achamenru okkupierte Teil des Grabes von Harwa, Zugang über Lichthof von TT37. |
| TT27  | Scheschonq (Obersthofmeister der Nitokris II. und der Anchnesneferibre) | 26. Dynastie | Östliches Asasif                               | Besterhaltener Oberbau mit Nischengliederung, von Kopten als Wohnhaus verwendet. Nischengegliederte Pylonaußenwände, Zugang über Treppe. Kleine Pyramide an Südflanke. Unterirdische Anlage klassisch aufgebaut (Abgang, Vorhof, Lichthof, Tornische, Pfeilerhalle mit Seitenräumen, mindestens ein Schacht). |
| TT33  | Pedamenopet (Oberster Vorlesepriester)                                  | 26. Dynastie | Nördliches Asasif                              | Größte und bekannteste Anlage im Asasif. Bis in moderne Zeit bewohnt. Axialer Grundriss, Gliederung in Pylon, Vorhof, mehrere Pfeilerhallen und Gänge, Lichthof und Grabkammer. Blockförmiger, aus dem Fels geschlagener Sarkophag über Grabkammer. Sarkophag an allen vier Ecken mit Figuren von Schutzgöttinnen bestückt, Form erinnert an Sarkophage aus Zeit des Echnaton bis Haremhab.                                                                                                |
| TT36  | Ibi (Obersthofmeister der Nitokris II.)                                 | 26. Dynastie | Nördliches Asasif                              | Palmsäulen im Hof als formalen Archaismus. Drei Höfe im Oberbau mit unregelmäßiger Form wegen Nähe zu Nachbargräbern. Mehrere Erweiterungen der Felsräume wegen Beförderung des Ibi vom Oberpriester der Hathor in Theben zum Obersthofmeister. Hauptkultziel unüblicherweise im Hof, direkt über Sargkammer. |
| TT196 | Padihorresnet (Bürgermeister von Theben)                                | 26. Dynastie | Hügelfuß von el-Chocha                         | Besonders schmaler Oberbau. Felsräume aufgrund Behinderung durch ältere Anlage (22.–23. Dynastie) anders ausgerichtet als Oberbau. Pfeilerhalle nicht fertiggestellt, nur Mittelschiff als Halle ausgeführt. Ungewöhnliche Bestattungsanlage, Zugang über Schacht von Zwischengeschoss. |
| TT197 | Padineith (Obersthofmeister der Anchnesneferibre)                       | 26. Dynastie | Zwischen TT34 und TT279                        | Unregelmäßiger Grundriss. Kleine quadratische Ziegelpyramide mit 5 m Basislänge im Oberbau ersetzt dritten Hof. |
| TT279 | Pabasa (Nachfolger des Ibi)                                             | 26. Dynastie | Nördliches Asasif                              | Eigenartige Form des Oberbaus und ungewöhnliche Ausrichtung der unterirdischen Anlage, da Grab des Monthemhet berücksichtigt werden musste. Fehlende Tornische (Hauptkultziel in Spätzeitgräbern). Sargkammer in vertikaler Achse darunter. |
| TT389 | Basa (Bürgermeister unter Psammetich I.)                                | 26. Dynastie | Bereich des Intef-Grabes                       | Eigenwillige unterirdische Anlage mit zahlreichen Kultstellen und verwinkeltem Grundriss. Erstmals seit 18. Dynastie wieder Darstellung von Talfest-Szenen. |
| TT410 | Mutirdis (Obergefolgsfrau der Nitokris II.)                             | 26. Dynastie | Bereich des Intef-Grabes                       | Axialer Oberbau, reichhaltige Dekoration, jedoch sparsame unterirdische Anlage. Relativ kleiner und nur flach eingetiefter Lichthof. Kombination von freistehendem Oberbau mit vor Felsfront gesetztem Anbau nach älterer Tradition. |
| TT414 | Anchhor (Obersthofmeister der Nitokris II.)                             | 26. Dynastie | Östliches Asasif                               | Oberbau mit unregelmäßiger Form, Rücksichtnahme auf kleines Nachbargrab. Oberbau mit zwei Pylonen, klassische Einteilung in drei unüberdachte Höfe. Erstes Pylontor von zwei Bäumen flankiert. Erster Trakt der unterirdischen Anlage bis Lichthof identisch mit TT36. Änderung der Kultrichtung im Lichthof: Eingang in Südwand, Ausgang auf Westseite, L-förmige Pfeilerumgänge. Imkerszenen am vierten Pfeiler. Fehlende Grabkegel, womöglich keine vollständige Ausführung der Anlage. |

(TT = engl. Theban Tomb = Thebanisches Grab)

## Weitere Bauten

### Taltempel der Hatschepsut
Am östlichen Ende des Hatschepsut-Aufwegs befinden sich die letzten Überreste des zum Totentempel gehörigen Taltempels, die von Lord Carnarvon und Howard Carter zwischen 1908 und 1911 ausgegraben wurden. Die Architektur des Taltempels erinnert an den Terrassentempel und bestand aus einem oberen sowie einem unteren Hof, die durch eine Pfeilerhalle getrennt wurden. Der untere Hof war als flacher, viereckiger Hof geplant, der mit der Pfeilerhalle abschloss. Der obere Hof war ein offenes Viereck, an dessen Nordseite sich eine 6 m hohe Umfassungsmauer aus Kalkstein und ein Durchgangstor befand.
Als Baumeister gilt Puimre, dessen Grab sich in der Nekropole von El-Chocha befand. Bei den Ausgrabungen wurden auch weitere Objekte gefunden, wie z. B. ein sehr schönes Exemplar einer antiken Hacke, der Hammer eines Steinmetzes, sowie Ziegel mit den Kartuschen von Thutmosis I. und Hatschepsut.
Der Taltempel wurde zur Zeit des Todes der Hatschepsut wahrscheinlich nicht fertiggestellt. Viele Blöcke wurden bereits in antiker Zeit in anderen Bauwerken verbaut (z. B. im Tempel der Ramessiden und im Ramesseum). Heute ist der von Carnarvon und Carter ausgegrabene Teil wieder verschüttet oder zerstört.

### Tempel der Ramessiden
Siehe auch: Tempel der Ramessiden (Asasif)
Weiter südwestlich, am Ende der Aufwege von Mentuhotep II. und Thutmosis III. errichtete Ramses IV. einen 240 × 60 m große Tempel, der als Millionenjahrhaus diente. Der Tempel wurde von Ramses V. und Ramses VI. weitergeführt, jedoch nie vollendet. Er bestand aus einem großen Eingangspylon im Osten, zwei Säulenhöfen und einem westlichen Sanktuarium, von denen jedoch nur noch einige Blöcke erhalten sind. Bemerkenswert ist das gewaltige Fundamentbecken, dessen Höhe von Westen nach Osten abnimmt und das mit reinem Sand gefüllt war.

### Kolonnadentempel Ramses’IV.
Nahe dem Taltempel der Hatschepsut wurden 1911, ebenfalls von Carter und Carnarvon, die Reste eines Kolonnadentempels von Ramses IV. entdeckt, der vermutlich als Barkenstation diente. Man fand unterhalb von ptolemäischen Kuppelgräbern einige große Kalksteinblöcke eines Pflasters, die sich auf demselben Niveau wie der obere Hof des Taltempels befanden. Die Kolonnade befand sich 82 m südlich der Umfassungsmauer dieses Tempels. Im Nordosten entdeckte man eine Gründungsgrube, die 143 Plaketten aus Fayence und Elektrum mit dem Namen von Ramses IV. enthielt.
Die Kolonnade bestand vermutlich aus sieben Säulenpaaren, von denen elf Säulen sicher nachgewiesen werden konnten. Sie ist vielleicht mit der Kolonnade des Tutanchamun im Luxor-Tempel vergleichbar, die ebenfalls sieben Säulenpaare aufwies und als Stationsheiligtum diente. Aufgrund der unmittelbaren Nähe zum Taltempel und der Ausrichtung entlang des Hatschepsut-Aufweges, der auch als Prozessionsweg diente, stand der Tempel des Ramses IV. wahrscheinlich in engem Zusammenhang mit dem Talfest.

## Kulte

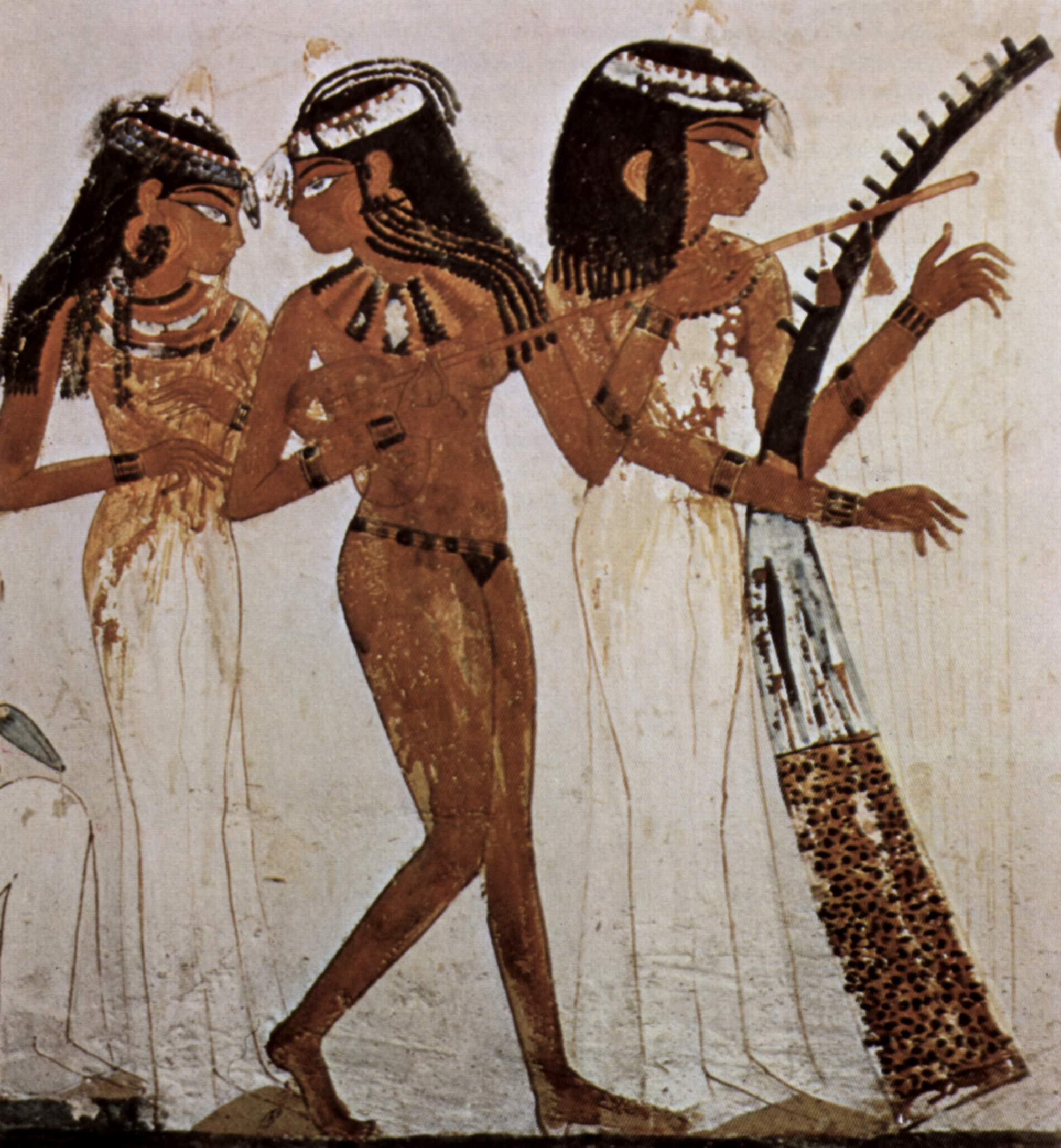
Musikerinnen beim Talfest (Grab des Nacht (TT52))

In al-Asasif fanden vom Mittleren Reich bis in ptolemäische Zeit verschiedene Kulte und Rituale statt, die vor allem im Zusammenhang mit den Bestattungen und dem Talfest standen.

### Talfest
Der Ablauf des Talfestes im Bereich des Asasifs ist insbesondere durch zahlreiche Reliefdarstellungen und Texte belegt. Demnach spielten die Toten der privaten Grabanlagen eine wichtige Rolle und wurden in die Feierlichkeiten mit einbezogen. Dabei wurde die Grenze zwischen dem Diesseits und dem Jenseits während der Festzeit aufgehoben. Zunächst wurde im jeweiligen Grabvorhof ein Brandopfer für Re-Harachte oder Amun-Re dargebracht. Dann betraten Stundenpriester, Sängerinnen des Amun-Tempels, Haremsdamen der Hathor und ein Sängerchor das Grab und überreichten Blumensträuße aus dem Amuntempel. Danach folgte ein ausgiebiges Festmahl mit Trunk, Tanz und Musik. Die Trinkgelage fanden wahrscheinlich im Grabhof oder im Oberbau statt.

### Sonstige

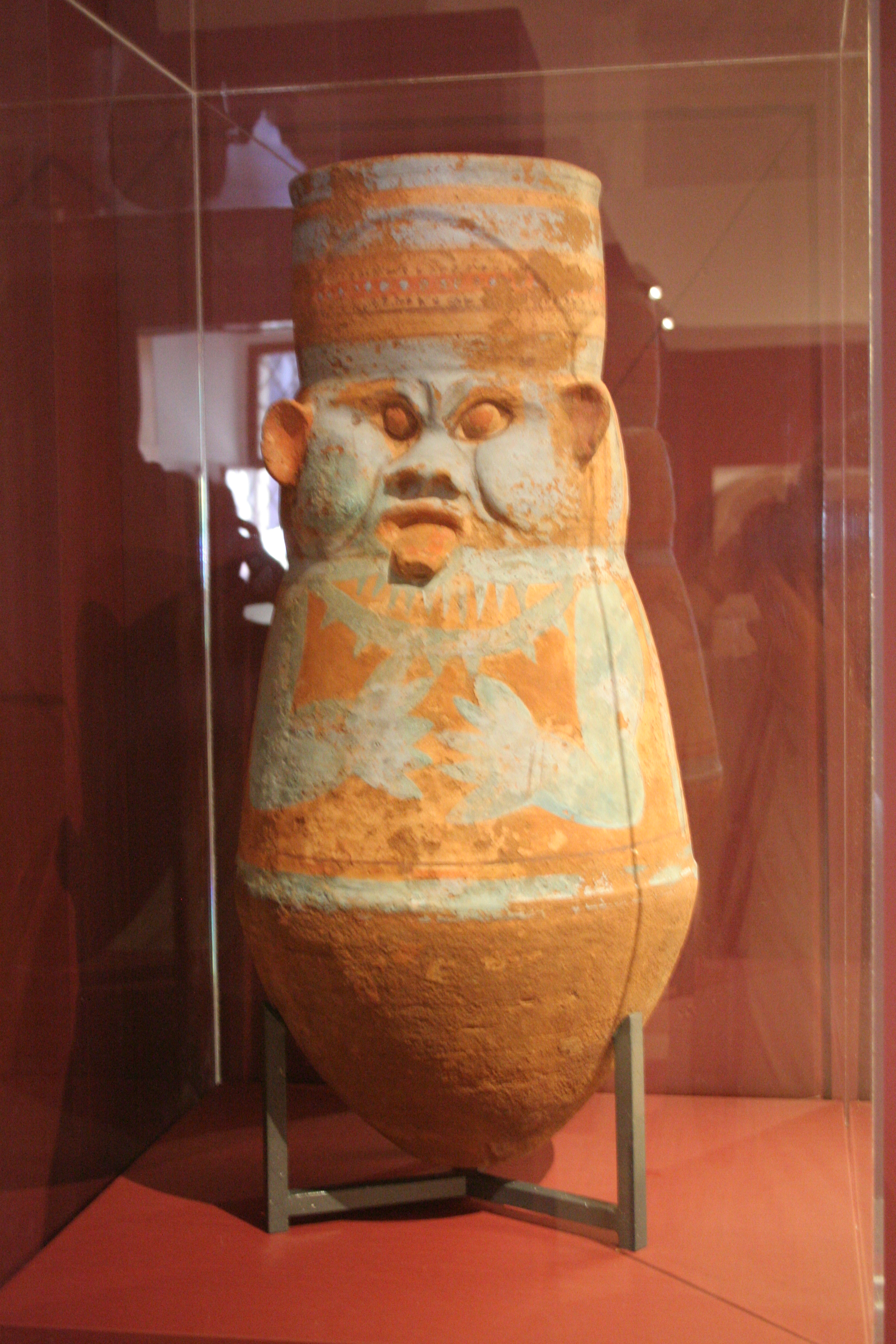
Bes-Gefäß

Im Oberbau und in den Schachtanlagen von Gräbern des Neuen Reiches wurden weitere Kulthandlungen nachgewiesen, die auch ein feierliches Gastmahl während des Ahnenkultes umfassten. Das gefundene Keramikmaterial weist auf ein absichtliches Zerschlagen von Gefäßen während der Grablegung hin, das womöglich in Verbindung mit dem Ritual „Zerbrechen der roten Töpfe“ stand. Ab der Spätzeit und der Ptolemäerzeit tritt besonders häufig die „Tötung“ von Gefäßen auf. Dabei wurden die Gefäße durch Perforationen funktionsuntüchtig gemacht und im Oberbau beigesetzt. Sie sollten somit vermutlich nur für die Toten benutzbar sein.
In ptolemäischer Zeit wurden hunderte von kleinen Räuchergefäßen und Opferkelchen im Hof des Harwa-Grabes deponiert und weisen nach Francesco Tiradritti möglicherweise auf ein Brandopfer hin. Diese lassen sich mit ähnlichen Funden im Osiris-Grab in Umm el-Qaab vergleichen. Das Harwa-Grab wurde wahrscheinlich selbst mit dem Osiris-Grab assoziiert und war somit ein wichtiger Kultplatz innerhalb des Asasifs.
Eine weitere wichtige Kulthandlung stellt das „Löschen der Fackeln in Milch“ dar. Während der Nacht befand sich die Amun-Barke am „Goldenen See“ und war nach Darstellungen in Deir el-Bahari von vier Milchbecken und Fackeln umgeben. Morgens wurden die Fackeln dann, vor dem Übersetzen nach Karnak, in die Milch getaucht. Die Milch galt im Alten Ägypten als regenerierend und belebend. Vielleicht kam bei diesem Ritual die Rolle einer Muttergottheit (Hathor) im Zusammenhang mit dem Talfest (Aspekte der „fernen Göttin“, der Mythos vom Sonnenauge und der Nilflut) zum Tragen.
Ab der 26. Dynastie sind im Füllschutt spätzeitlicher Graboberbauten auch zahlreiche Bes-Gefäße belegt. Dabei handelt es sich nicht um Grabbeigaben, sondern um Kultkeramik, die in diesem Fall nachweislich mit Milchresten versehen war. Möglicherweise standen diese Gefäße im Zusammenhang mit Milchopfer, die aufgrund der Fundpositionen vermutlich in den Graboberbauten oder Abgängen stattfanden.